# Совьяк (Жер)
Совья́к (фр. Sauviac) — коммуна во Франции, находится в регионе Юг — Пиренеи. Департамент — Жер. Входит в состав кантона Миранд. Округ коммуны — Миранд.
Код INSEE коммуны — 32419.

## География

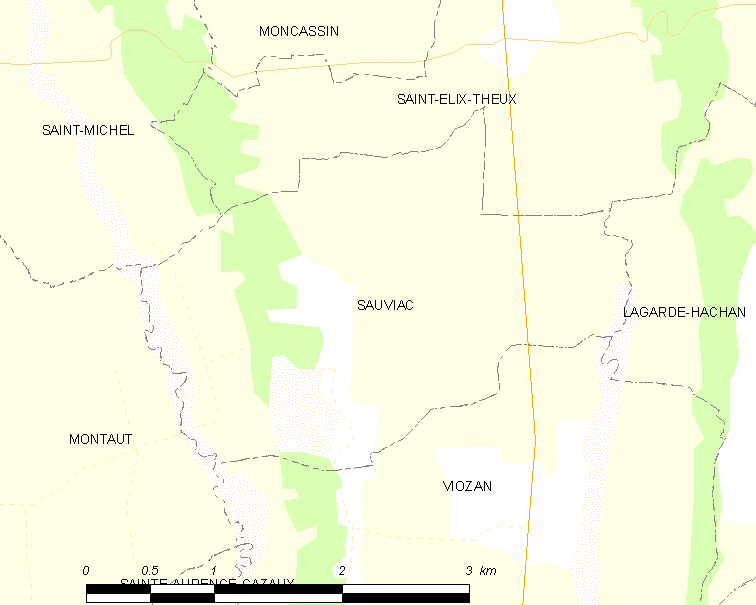
Карта коммуны

Коммуна расположена приблизительно в 630 км к югу от Парижа, в 85 км западнее Тулузы, в 29 км к югу от Оша.
На западе коммуны протекает река Баизоль, а на востоке — река Петит-Баиз.

## Климат
Климат умеренно-океанический. Лето жаркое и немного дождливое, температура часто превышает 35 °С. Зимой часто бывает отрицательная температура и ночные заморозки. Годовое количество осадков — 700—900 мм.

## Население
Население коммуны на 2010 год составляло 108 человек.
| 1962 | 1968 | 1975 | 1982 | 1990 | 1999 | 2010 |
| ---- | ---- | ---- | ---- | ---- | ---- | ---- |
| 169  | 148  | 144  | 130  | 132  | 134  | 108  |

## Администрация
| Период | Период | Фамилия       | Партия | Примечания |
| ------ | ------ | ------------- | ------ | ---------- |
| 2001   | 2020   | Патрик Дюкомб |        |            |

## Экономика
В 2010 году среди 62 человек трудоспособного возраста (15-64 лет) 44 были экономически активными, 18 — неактивными (показатель активности — 71,0 %, в 1999 году было 70,1 %). Из 44 активных жителей работали 42 человека (21 мужчина и 21 женщина), безработных было 2 (1 мужчина и 1 женщина). Среди 18 неактивных 4 человека были учениками или студентами, 10 — пенсионерами, 4 были неактивными по другим причинам.